# François Peyrot

François Peyrot (1971)

François Peyrot (* 19. Juni 1918 in Le Petit-Saconnex; † 7. Januar 1998 in Genf; heimatberechtigt in Genf) war ein Schweizer Architekt und Politiker der Liberalen Partei der Schweiz aus dem Kanton Genf.

## Leben
François Peyrot wurde als Sohn des Architekten Gustave Peyrot und der Madeleine Paccard geboren. Er war mit Jeanne Tissot verheiratet. Nach dem Gymnasium in Genf erlangte er 1944 sein Architekturdiplom an der Eidgenössischen Technischen Hochschule Zürich. Danach eröffnete er ein eigenes Architekturbüro, das er bis 1961 führte.
Von 1951 bis 1955 war Peyrot Gemeinderat (Legislative) der Stadt Genf. Von 1954 bis 1961 war er Genfer Grossrat und von 1961 bis 1969 Mitglied des Genfer Staatsrates, der kantonalen Regierung, in der er das Baudepartement vorstand. Auch auf Bundesebene war er politisch aktiv. Nach den Parlamentswahlen 1971 gehörte er vom 29. November 1971 bis zum 30. November 1975 dem Nationalrat an. Er war ein eifriger Verfechter des schrittweisen Beitritts der Schweiz zur Europäischen Gemeinschaft.
Von 1972 bis 1986 war er Präsident des Genfer Automobilsalons und Vizepräsident des Verwaltungsrats des Journal de Genève. Von 1972 bis 1984 war er Verwaltungsratsmitglied der Genfer Industrie- und Handelskammer, deren Vizepräsident er ab 1976 war.
Peyrot verfasste mehrere politische und historische Werke.

## Werke
- La Suisse en transparence, 1976
- Les vaudois: récit d’une persécution, 1988.